# Marché du gaz en France
Le marché du gaz en France désigne les formes d'organisation du secteur de la production et de la commercialisation de gaz en France, qui ont fait l'objet d'un processus d'ouverture à la concurrence depuis la fin des années 1990.
Depuis juillet 2007, tous les consommateurs sont éligibles aux offres de marché. Les tarifs réglementés gaz seront supprimés en 2023.

## Historique

### Producteurs de gaz
Depuis l’arrêt de la commercialisation du gaz de Lacq en 2013, la quasi-totalité du gaz distribué par les fournisseurs est importée.

### Tarifs réglementés
Les tarifs réglementés du gaz sont structurés selon plusieurs paramètres, dont:
- la classe de tarif réglementé : Base, B0, b1, B2i, B2S, TEL, S2S, ou STS (en fonction de la taille, du type de réseau et du segment de marché)
- la zone tarifaire, qui dépend de la complexité du chemin entre le lieu d'origine du gaz et le point d'acheminement.

| Pour des raisons techniques, il est temporairement impossible d'afficher le graphique qui aurait dû être présenté ici. |
| Source : Tarif gaz. |

Au 31 mars 2017, au moins 40 fournisseurs commercialisent leurs offres en France : les 22 sociétés historiques ainsi qu'une vingtaine de sociétés nouvellement présentes.
Avec le tarif réglementé, il existait une zone zone d’équilibrage Nord-B distribuant du gaz-B (peu calorifique), en provenance des Pays-Bas, alors que la zone d’équilibrage Nord-H distribue du gaz-H, plus calorifique. Le gisement des Pays-Bas venant à épuisement, ce gaz B sera remplacé par du gaz H de Norvège.
Les tarifs réglementés du gaz disparaitront le 1er juillet 2023. Les clients n'ayant pas encore choisi une offre de marché  seront automatiquement basculés sur la nouvelle « offre passerelle » d'Engie.
En 2024, la France se démarque des autres pays européens par des coûts « réseau » particulièrement élevés. Au deuxième semestre, ceux-ci représentent 2,64 euros pour 100 kWh, en comparaison d’un peu plus de 2 euros pour la moyenne de l’Union européenne. Selon Jacques Percebois, professeur émérite à l'Université de Montpellier et directeur du Centre de recherche en économie et droit de l'énergie (CREDEN), le coût des réseaux est plus élevé en France car celui-ci est « très vaste, très dense, onéreux à entretenir ». De plus, la baisse généralisée de la consommation de gaz a pour conséquence d'augmenter le coût unitaire supporté par chaque ménage.
Par ailleurs, la France a un niveau de taxe supérieur à la moyenne de l’Union européenne. Avec 2,75 euros de taxes pour 100 kWh au second semestre 2023, le pays se situe au-dessus de la moyenne de l’UE (2,23 euros) et pratique une fiscalité sur le gaz supérieure à celle de l’Italie ou de l’Allemagne. La part des taxes (TVA incluse) dans le prix du gaz payé par les ménages atteint ainsi 25 % en France, en comparaison de 20 % pour la moyenne des pays de l’UE.

### Consommation
| Pour des raisons techniques, il est temporairement impossible d'afficher le graphique qui aurait dû être présenté ici. |
| Source : opendata.reseaux-energies                                                                                     |

### Les principaux fournisseurs
Depuis 2007, le nombre de fournisseurs régionaux, français et européens s'est fortement accru sur le marché de fourniture de gaz, tant pour les particuliers que pour les professionnels :
- Alterna
- Antargaz (France)
- Dyneff (France)
- EDF (ou EDF entreprise) (France)
- Endesa (Espagne)
- Eni (Italie)
- EkWateur (France)
- Engie (France)
- Gaz de Bordeaux (France)
- Gaz électricité de Grenoble (GEG)
- Gaz Européen
- Gazprom (Russie)
- Iberdrola (Espagne)
- Naturgy (Espagne)
- Total Direct Energie (France)
- Uniper (Allemagne)
- Vattenfall (Suède)

## Marché de gros
Les marchés de gros permettent aux fournisseurs de gaz de s'approvisionner en gaz auprès des producteurs afin de pouvoir ensuite alimenter leurs clients, les consommateurs.
Les achats de gaz se font selon deux types de contrats :
- de gré à gré, par exemple via les traditionnels contrats à long terme, par le biais desquels l’essentiel du gaz est importé de Russie, d’Algérie et de Norvège. Ces contrats ont en général des durées longues (20 ou 30 ans). Ils permettent aux acheteurs de sécuriser leurs approvisionnements et aux producteurs de sécuriser des débouchés sur une longue période. Ces contrats comportent des clauses du type « Take or Pay » qui font supporter un risque de volume à l’acheteur, tenu de payer une quantité minimale prévue par le contrat, que le gaz soit enlevé ou non ; de son côté, le producteur s’engage à livrer les volumes de gaz, selon les échéances et autres conditions fixées par le contrat, en endossant un risque prix.
- par le biais du marché intermédié, qui comprend le marché organisé (Bourses) et les courtiers. Il s’agit de plateformes de négociation sur lesquelles s’échangent différents types de contrats spot (Within-day, Day ahead et Week-end) ou de contrats à terme (produits mensuels, trimestriels, saisonniers et calendaires)[11].

### Dates clés
- 2004 publication des Premiers indices relatifs aux prix PEG Nord
- avril 2007: Lancement de la plateforme Powernext Balancing GRTgaz
- 2008: accès au marché de gros pour certains clients industriels
- avril 2015: Création de la place de marché TRS (Trading Region South)
- novembre 2018 : Création de la place de marché TRF (Trading Region France), fusion de TRS et PEG Nord

### Approvisionnements et débouchés
| Importations | Exportations |
| --- | --- |
| Pour des raisons techniques, il est temporairement impossible d'afficher le graphique qui aurait dû être présenté ici. | Pour des raisons techniques, il est temporairement impossible d'afficher le graphique qui aurait dû être présenté ici. |
| Source Observatoire du marché de gros T1-2017, GRTgaz TIGF                                                             | |

## Marché de détail
Le marché de détail est le lieu de rencontre des fournisseurs de gaz, historiques ou alternatifs, avec les clients des différentes catégories, depuis les grandes entreprises jusqu'aux clients résidentiels.

### Historique de l'ouverture du marché
Le marché du gaz a été ouvert à la concurrence, conformément aux directives européennes de décembre 1996 (« paquet énergie »), de 2003 et enfin de 2009, par lesquelles l'Union européenne organise l'unification du marché intérieur du gaz. Certains États membres avaient déjà initié une libéralisation de leurs marchés énergétiques. En France, depuis 1946, l’électricité et le gaz étaient des services publics principalement assurés par deux quasi-monopoles : EDF et GDF. La transposition des directives supposait des évolutions importantes, qui ont été mises en place de façon progressive.
La LOI no 2003-8 du 3 janvier 2003 est relative aux marchés du gaz et de l'électricité et au service public de l'énergie.
La directive sur le marché intérieur du gaz a été plus tardivement transcrite (que celle sur l'électricité) et appliquée dans les faits dès août 2000 via un régime transitoire d’accès au réseau.
La loi du 10 février 2000 a notamment créé la Commission de régulation de l'énergie (CRE), une autorité administrative indépendante, chargée de veiller au bon fonctionnement du marché de l'énergie (gaz et électricité) et d'arbitrer les différends entre les utilisateurs et les divers exploitants.
L'ouverture a respecté le phasage suivant :
- Juin 2000 : éligibilité de tout site consommant plus de 16 GWh (soit un taux d'ouverture du marché de plus de 30 %)[13].
- Février 2003 : éligibilité de tout site consommant plus de 7 GWh
- Juillet 2004 : éligibilité des entreprises et collectivités locales
- Juillet 2007 : éligibilité de tous les consommateurs (dont les clients résidentiels)
- 19 juin 2014 : disparition des tarifs réglementés pour les très gros consommateurs professionnels raccordés au réseau de transport ainsi que pour les entreprises locales de distribution (ELD) de consommation supérieure à 100 GWh/an
- 1er janvier 2015 : disparition des tarifs réglementés pour les sites de consommation supérieure à 200 MWh/an (professionnels et copropriétés)
- 1er janvier 2016 : disparition des tarifs réglementés pour les sites non résidentiels de consommation supérieure à 30 MWh/an, les copropriétés de consommation supérieure à 150 MWh/an et les ELD de consommation inférieure à 100 GWh/an.

L'Assemblée nationale a adopté définitivement, le 11 avril 2019, la loi Pacte qui comporte des mesures programmant l'extinction des tarifs réglementés du gaz un an après la publication de la loi pour les clients professionnels et le 1er juillet 2023 pour les particuliers et les copropriétés. Ces tarifs concernent 40 % des foyers abonnés au gaz, soit 4,3 millions de résidences.
Les dispositions organisant la fin des tarifs réglementés sont détaillées dans l'article 63 de la loi énergie et climat du 8 novembre 2019 : information des consommateurs, propositions de contrats aux prix de marché, etc.

### Conséquences de l'ouverture du marché
L'ouverture du marché aux premiers consommateurs éligibles (industriels) s'est accompagnée initialement d'une forte hausse des prix du gaz, ces consommateurs ayant été largement subventionnés auparavant.
2 types de contrats sont possibles pour le client : 
- « contrat à tarif réglementé » (chez les fournisseurs historiques)
- « contrat en offre de marché » (proposé par fournisseurs historiques et alternatifs).

### Avancement de l'ouverture du marché
La CRE publie chaque trimestre un rapport sur le degré d'avancement de l'ouverture du marché. Voici les principaux points du bilan trimestriel au 30 septembre 2016 :
- 52 % des sites sont aux tarifs réglementés de vente et 48 % sont en offres de marché, dont 23 % auprès d'un fournisseur alternatif ; 15 % de la consommation de gaz naturel est aux tarifs réglementés et 85 % en offres de marché : 54 % auprès d'un fournisseur alternatif et 31 % auprès des fournisseurs historiques.

- 24 fournisseurs alternatifs et 4 fournisseurs historiques sont actifs et inscrits sur le site internet énergie-info.

- La part de marché des fournisseurs alternatifs atteint 38,1 % des sites et 65,6 % des consommations sur le segment des clients non résidentiels (12,3 % des sites et 0,4 % aux tarifs réglementés) contre 22,1 % des sites et 22,2 % des consommations sur le segment des clients résidentiels, où 54,7 % des sites et des consommations restent aux tarifs réglementés.

- Les différentes offres de marché peuvent conduire à des prix moins ou plus élevé que le tarif réglementé de référence, bien que ce dernier évolue mensuellement. On note sur les graphiques présentés par le rapport de la CRE que les offres de marché supérieures aux tarifs réglementés sont presque toutes proposées par les fournisseurs historiques et que les offres de la concurrence sont jusqu'à 10 % moins chères que le tarif réglementé.

À la suite d'un recours de l'Anode (Association Nationale des Opérateurs Détaillants en Énergie), qui regroupe les fournisseurs alternatifs, le Conseil d'État a jugé le 19 juillet 2017 que le maintien de tarifs réglementés du gaz naturel était contraire au droit de l'Union européenne. Le ministre de la Transition écologique et solidaire Nicolas Hulot, a reconnu lors d'une audition au Sénat : « à un moment ou à un autre, il faudra se plier aux injonctions de Bruxelles concernant les tarifs de gaz et d'électricité. Nous allons évidemment faire en sorte que cela se fasse le moins douloureusement possible ». La moitié des clients sont encore aux tarifs réglementés, dont la suppression pourrait, selon Fabien Choné, président de l'Anode et directeur général délégué de Direct Energie, leur faire économiser 400 à 500 millions d'euros par an.
Les tarifs réglementés du gaz disparaitront le 1er juillet 2023. Les clients n'ayant pas encore choisi une offre de marché  seront automatiquement basculés sur la nouvelle « offre passerelle » d'Engie, indexée sur l'indice de référence publié depuis janvier 2023 par la Commission de régulation de l'énergie (CRE) et éligible au bouclier tarifaire jusqu'à la fin de 2023. Sur les 11 millions de clients au gaz en France, en avril 2023, 8,7 millions ont basculé sur une offre de marché, dont 3,5 millions sont restés chez Engie ; 2,3 millions de clients sont encore au tarif réglementé.
Le 21 juin 2023, la CRE publie son indice de référence ; le prix repère qui en découle pour le mois de juillet s'avère inférieur de 19,4 % en moyenne aux tarifs réglementés. L'offre passerelle d'Engie est calquée sur ce prix repère ; TotalEnergies annonce une remise de 10 % pendant un an à tous ses nouveaux clients particuliers en gaz.

## Prix pour le consommateur
En 2024, la France se démarque des autres pays européens par des coûts « réseau » particulièrement élevés. Au deuxième semestre, ceux-ci représentent 2,64 euros pour 100 kWh, en comparaison d’un peu plus de 2 euros pour la moyenne de l’Union européenne. Selon Jacques Percebois, professeur émérite à l'Université de Montpellier et directeur du Centre de recherche en économie et droit de l'énergie (CREDEN), le coût des réseaux est plus élevé en France car celui-ci est « très vaste, très dense, onéreux à entretenir ». De plus, la baisse généralisée de la consommation de gaz a pour conséquence d'augmenter le coût unitaire supporté par chaque ménage.